# Булі Ланнерс
Філі́пп (Булі) Ла́ннерс (фр. Bouli Lanners; нар.20 травня 1965, Мореснет-Шапель, Бельгія) — бельгійський актор, кінорежисер і сценарист.

## Біографія
Філіпп Ланнерс народився 20 травня 1965 року у бельгійському містечку Мореснет-Шапель. З дитячих років Булі цікавився живописом, неодноразово відвідував і брав участь у виставках картин, так само його вабив і кінематограф. У підлітковому віці, він працював на бельгійському телебаченні і час від часу його використовували в епізодичних ролях комедійного серіалу «Snuls», після чого почав Булі свою акторську кар'єру в Бельгії та Франції.
Першу серйозну кінороль Булі Ланнерс зіграв у стрічці «Тото-герой», яка вийшла в прокат у 1991 році. Найкращі фільми з участю Булі Ланнерса: «Довгі заручини» (2004), де актор зіграв військовополоненого французького солдата під час Першої світової війни, «Я завжди хотів бути гангстером» (2007), «Митниця дає добро» (2010), «Іржа та кістка» 2012 року. Актор також знявся у всесвітньо відомому комедійному циклі історій про пригоди героїв Астерікса і Обелікса. Загалом Булі Ланнерс знявся у понад 70-ти фільмах.
У 1999 році Ланнерс написав сценарій і зняв свій перший фільм — чорно-білу короткометражку «Travellinckx». Через два роки Булі презентував ще одну короткометражну стрічку під назвою «Muno», яка отримала позитивні відгуки критиків та низку фестивальних кінонагород. Його перший повнометражний фільм «Ультранова» (2005) отримав Приз Міжнародної конфедерації художнього кіно (C.I.C.A.E.) в рамках програми Панорама 55-го Берлінського кінофестивалю. Наступна робота під назвою «Ельдорадо» додала авторові ще більшої популярності, коли отримала три нагороди Каннського кінофестивалю, включаючи Приз ФІПРЕССІ, а в 2009 році фільм було номіновано на французьку кінопремію «Сезар» як найкращий іноземний фільм року. Режисерська робота Булі Ланнерса 2011 року — фільм «Гіганти», — здобула дві премії 64-го Каннського кінофестивалю та дві нагороди бельгійської національної кінопремії «Магрітт» — за найкращий фільм та найкращу режисерську роботу.
У 2016 році вийшла стрічка Ланнерса «Перший, останній», яка було відібрано для участі в програмі Панорама 68-го Берлінського міжнародного кінофестивалю.
Булі Ланнерс мешкає в місті Льєжі з дружиною Еліз Ансен, сценаристкою і художником по костюмах.

## Фільмографія
Актор
| Рік  |    | Українська назва                        | Оригінальна назва                           | Роль                                 |
| ---- | -- | --------------------------------------- | ------------------------------------------- | ------------------------------------ |
| 1989 | с  |                                         | Snuls                                       |                                      |
| 1991 | ф  | Тото-герой                              | Toto le héros                               | гангстер                             |
| 1995 | тф | Вдова архітектора                       | La veuve de l'architecte                    | Серж                                 |
| 1997 | ф  | Арлетт                                  | Arlette                                     | вантажник Еміль                      |
| 1997 | тф | Штани                                   | Le pantalon                                 | сержант Фур'є                        |
| 1998 | тф | Немає любові без історії                | Il n'y a pas d'amour sans histoires         | водій вантажівки                     |
| 1999 | ф  | Конвоїри чекають                        | Les convoyeurs attendent                    | тренер                               |
| 1999 | ф  | Фландрійський пес                       | A Dog of Flanders                           | констебль                            |
| 1999 | кф | Пригоди інопланетян 3D                  | Alien Adventure                             | озвучування                          |
| 2000 | ф  | Прикиньтеся, що мене тут немає          | Faites comme si je n'étais pas là           | лікар                                |
| 2000 | тф | Леопольд                                | Léopold                                     | Барт                                 |
| 2001 | ф  | Поліна і Полетта                        | Pauline & Paulette                          | таксист                              |
| 2002 | ф  | Дрібні неприємності                     | Petites misères                             | Едді                                 |
| 2003 | ф  | На індійській території                 | En territoire indien                        | жандарм                              |
| 2003 | ф  | Пір'я в голові                          | Des plumes dans la tête                     | Сержо                                |
| 2003 | ф  | Інший                                   | L'autre                                     | Директор інституту                   |
| 2004 | ф  | Покинуті                                | Aaltra                                      | фінський співак                      |
| 2004 | ф  | Мадам Едуар і інспектор Леон            | Madame Edouard                              | Жеже                                 |
| 2004 | ф  | Коли на морі приплив                    | Quand la mer monte...                       | власник ринку                        |
| 2004 | ф  | Атомний цирк: Повернення Джеймса Баттла | Atomik Circus - Le retour de James Bataille | Шіп                                  |
| 2004 | ф  | Довгі заручини                          | Un long dimanche de fiançailles             | Шардоло                              |
| 2005 | ф  | Бункер парадіз                          | Bunker paradise                             | Давид д'Ермон де Віар                |
| 2006 | ф  | Узаперті                                | Enfermés dehors                             | Юссуф                                |
| 2006 | ф  | Авіда                                   | Avida                                       | колекціонер тварин                   |
| 2007 | ф  | Ковбой                                  | Cow-Boy                                     | Дебаст                               |
| 2007 | ф  | Де рука людини без голови               | Où est la main de l'homme sans tête         | Матіас                               |
| 2007 | ф  | Срібні сльози                           | Les larmes d'argent                         |                                      |
| 2008 | ф  | Я завжди хотів бути гангстером          | J'ai toujours rêvé d'être un gangster       | Леон                                 |
| 2008 | ф  | Астерікс на Олімпійських іграх          | Astérix aux jeux olympiques                 | Самагас                              |
| 2008 | ф  | Ельдорадо                               | Eldorado                                    | Ян                                   |
| 2008 | ф  | Луїза-Мішель                            | Louise-Michel                               | Мішель Піншон                        |
| 2009 | ф  | Нічого особистого                       | Rien de personnel                           | П'єррік Барб'єрі                     |
| 2009 | ф  | Паніка в селі                           | Panique au village                          | Фактор / Симон / корова, озвучування |
| 2009 | ф  | Лиходій                                 | Le vilain                                   | Нік Еоразі                           |
| 2010 | ф  | Останній Мамонт Франції                 | Mammuth                                     | рекрутер                             |
| 2010 | ф  | Доньки-матері                           | Chicas                                      | Моріс                                |
| 2010 | ф  | Білий як сніг                           | Blanc comme neige                           | Симон                                |
| 2010 | ф  | Особливі стосунки                       | Sans queue ni tête                          | Ксав'є Десестр                       |
| 2010 | ф  | Убий мене, будь ласка                   | Kill Me Please                              | мосьє Відаль                         |
| 2010 | ф  | Митниця дає добро                       | Rien à déclarer                             | Бруно Ванюксем                       |
| 2011 | ф  | Зустрічний вітер                        | Des vents contraires                        | містер Брель                         |
| 2012 | ф  | Іржа та кістка                          | De rouille et d'os                          | Мартіаль                             |
| 2012 | ф  | Велика вечірка                          | Le grand soir                               | охоронець                            |
| 2012 | ф  | Астерікс і Обелікс у Британії           | Astérix & Obélix: Au service de sa Majesté  | Ґроссбаф                             |
| 2013 | ф  | 11.6                                    | 11.6                                        | Арно                                 |
| 2013 | ф  | Тур де Шанс                             | La grande boucle                            | Ремі Плєтакс                         |
| 2013 | ф  | Лулу — оголена жінка                    | Lulu femme nue                              | Шарль                                |
| 2013 | ф  | Братерство сліз                         | La confrérie des larmes                     | Сова                                 |
| 2013 | ф  | 9 місяців суворого режиму               | 9 mois ferme                                | детектив відеоспостереження          |
| 2014 | ф  | Канікули маленького Ніколя              | Les vacances du petit Nicolas               | мосьє Бернік                         |
| 2014 | ф  | Усі кішки сірі                          | Tous les chats sont gris                    | Поль                                 |
| 2015 | ф  | Я помер, але у мене є друзі             | Je suis mort mais j'ai des amis             | Ян                                   |
| 2015 | ф  | Авріл і підробний світ                  | Avril et le monde truqué                    | Пізоні, озвучування                  |
| 2016 | ф  | Перший, останній                        | Les premiers, les derniers                  |                                      |
| 2016 | ф  | Лагодити живих                          | Réparer les vivants                         | доктор П'єр Револь                   |
| 2017 | ф  | Сире                                    | Grave                                       | далекобійник                         |
| 2017 | ф  | Дрібний фермер                          | Petit Paysan                                | Джеймі                               |
| 2017 | ф  | Убивці                                  | Tueurs                                      | Денні Буві                           |
| 2020 | ф  | Відчайдушні втікачі                     | Adieu les cons                              |                                      |

Режисер і сценарист
| Рік  | Назва українською | Оригінальна назва          |     | Режисер | Сценарист |
| ---- | ----------------- | -------------------------- | --- | ------- | --------- |
| 1999 |                   | Travellinckx               | к/м | Так     | Так       |
| 2001 |                   | Muno                       | к/м | Так     | Так       |
| 2005 | Ультранова        | Ultranova                  |     | Так     | Так       |
| 2008 | Ельдорадо         | Eldorado                   |     | Так     | Так       |
| 2011 | Гіганти           | Les géants                 |     | Так     | Так       |
| 2016 | Перший, останній  | Les premiers, les derniers |     | Так     | Так       |

## Визнання
| Рік                                                          | Категорія                                                           | Номінант              | Результат |
| ------------------------------------------------------------ | ------------------------------------------------------------------- | --------------------- | --------- |
| Міжнародний фестиваль франкомовного кіно в Намюрі            |                                                                     |                       |           |
| 1999                                                         | Найкращий бельгійський франкомовний к/м фільм                       | Travellinckx          | Перемога  |
| 2001                                                         | Золотий Баяр за найкращий короткометражний фільм                    | Muno                  | Перемога  |
| 2001                                                         | Найкращий бельгійський франкомовний к/м фільм                       | Muno                  | Перемога  |
| Міжнародний кінофестиваль молодого кіно в Турині             |                                                                     |                       |           |
| 2001                                                         | Приз КіноМайбутнє за найкращий міжнародний к/м фільм                | Muno                  | Перемога  |
| 2001                                                         | Приз ФІПРЕССІ (Спеціальна згадка)                                   | Muno                  | Перемога  |
| 2001                                                         | Спеціальна згадка                                                   | Muno                  | Перемога  |
| Гентський міжнародний кінофестиваль                          |                                                                     |                       |           |
| 2001                                                         | Приз UIP за найкращий європейський короткометражний фільм           | Muno                  | Перемога  |
| Міжнародний кінофестиваль короткометражних фільмів в Тампере |                                                                     |                       |           |
| 2002                                                         | Почесний диплом                                                     | Muno                  | Перемога  |
| Кінофестиваль короткометражних фільмів в Ліллі               |                                                                     |                       |           |
| 2003                                                         | Приз журі                                                           | Muno                  | Перемога  |
| Берлінський міжнародний кінофестиваль                        |                                                                     |                       |           |
| 2005                                                         | Приз Міжнародної конфедерації художнього кіно (C.I.C.A.E.)          | Ультранова            | Перемога  |
| Каннський міжнародний кінофестиваль                          |                                                                     |                       |           |
| 2008                                                         | Приз ФІПРЕССІ                                                       | Ельдорадо             | Перемога  |
| 2008                                                         | Приз молодого журі                                                  | Ельдорадо             | Перемога  |
| 2008                                                         | Label Europa Cinemas                                                | Ельдорадо             | Перемога  |
| Міжнародний кінофестиваль в Хіхоні                           |                                                                     |                       |           |
| 2005                                                         | Гран-прі Астурія                                                    | Ультранова            | Перемога  |
| 2011                                                         | Приз товариства драматичних авторів і композиторів (SACD)           | Гіганти               | Перемога  |
| 2011                                                         | Приз Міжнародної конфедерації художнього кіно (C.I.C.A.E.)          | Гіганти               | Перемога  |
| Премія «Сезар»                                               |                                                                     |                       |           |
| 2009                                                         | Найкращий фільм іноземною мовою                                     | Ельдорадо             | Номінація |
| Премія «Магрітт»                                             |                                                                     |                       |           |
| 2012                                                         | Найкращий актор другого плану                                       | Убий мене, буль ласка | Номінація |
| 2012                                                         | Найкращий сценарій                                                  | Гіганти               | Номінація |
| 2012                                                         | Найкращий фільм                                                     | Гіганти               | Перемога  |
| 2012                                                         | Найкращий режисер                                                   | Гіганти               | Перемога  |
| 2013                                                         | Найкращий актор другого плану                                       | Іржа та кістка        | Перемога  |
| 2014                                                         | Найкращий актор другого плану                                       | 11.6                  | Номінація |
| 2015                                                         | Найкращий актор                                                     | Лулу – оголена жінка  | Номінація |
| 2016                                                         | Найкращий актор                                                     | Усі кішки сірі        | Номінація |
| 2017                                                         | Найкращий фільм                                                     | Перший, останній      | Перемога  |
| 2017                                                         | Найкращий режисер                                                   | Перший, останній      | Перемога  |
| 2017                                                         | Премія «Магрітт» за найкращий оригінальний або адаптований сценарій | Перший, останній      | Номінація |
| 2017                                                         | Найкращий актор                                                     | Перший, останній      | Номінація |
| 2019                                                         | Найкращий актор другого плану                                       | Убивці                | Номінація |
| Премія «Люм'єр»                                              |                                                                     |                       |           |
| 2017                                                         | Найкращий франкомовний фільм                                        | Перший, останній      | Номінація |